# Marie Novotná
Marie Novotná (7. prosince 1973 Praha) je badatelka v oboru staroseverské literatury a překladatelka ze staroseverštiny a norštiny.

## Život
Vystudovala biologii na Přírodovědecké fakultě Univerzity Karlovy a norštinu a norskou literaturu na Filozofické fakultě UK. Redakčně a editorsky se podílela na vydání severských balad z pozůstalosti překladatele Ladislava Hegera a také na vydání korespondence Jana Patočky s komeniology a části korespondence Milady Blekastad, rozené Topičové. V roce 2018 obhájila doktorskou práci s titulem Pojetí těla v staroseverské literatuře, která vyšla i knižně. Vedle tohoto tématu se věnuje problematice používání staroseverských jmen v českých překladech. V současné době působí na Fakultě humanitních studií Univerzity Karlovy.
Je členkou dvou odborných asociací věnujících se staroseverské literatuře a jazyku: Viking society for Northern research a Advisory Board of International Saga Society, a rovněž spolku Překladatelé Severu. Od roku 2022 patří též mezi fellows pražského Centra medievistických studií.

## Publikační činnost[6][3]
Mezi světy. In: Plav 9/2009.
Novotná, M., Starý, J.: Rendering Old Norse names in translation into West-Slavic Languages. Scripta Islandica 65/2014.
Relation of Soul and Body. In: The 15th International Saga Conference, Sagas and the Use of the Past, ed. by Nordvig and Torfing, Aarhus: Aarhus University, 2012.
Hamr of the Old Norse body. In: The 16th International Saga Conference, Sagas and Space. Zurich and Basel, 2015.
Islandské rodové ságy. In: Staroislandské ságy. Praha: Garamond, 2015.
Adaptation of foreign words into Czech: the case of Icelandic proper names. Orð og tunga 18/2016.
Body description as a genre marker: Jómsvíkinga saga. In: Müller-Wille K., Heslop K., Richter A. K. , Rösli L. (eds.): Skandinavische Schriftlandschaften, Beiträge zur Nordischen Philologie 59/2017, pp. 68-71.
Pojetí těla ve staroseverské literatuře. Praha: Herrmann a synové, 2019.
Novotná, Marie (ed.): Hrdinství starých. Červený Kostelec: Pavel Mervart, 2021.